# Hada

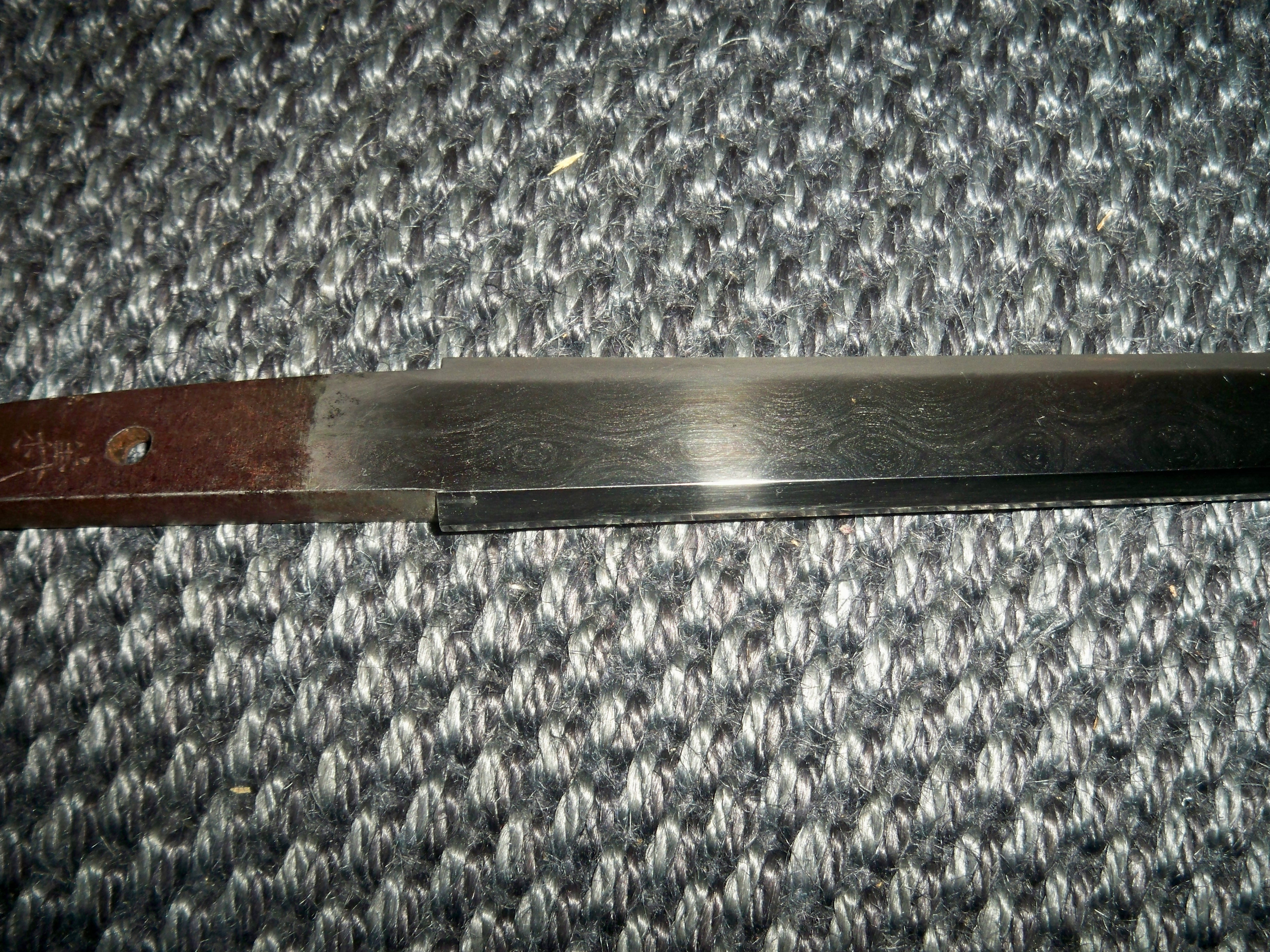
Hada

Das Hada (japanisch 肌), auch englisch Grain (Körnung), ist die Oberflächenstruktur der japanischen Schwerter, die aus Tamahagane-Stahl hergestellt sind.

## Beschreibung
Durch die unterschiedlichen Arbeitsmethoden der verschiedenen Meister kommen verschiedene Strukturen zustande, die von Fachleuten unterschieden und eingeordnet werden können. Manche Schmiedemeister haben eine so außergewöhnliche Struktur erstellt, dass sie nach den Schmieden benannt wurde und ihre Klingen nur anhand des Hada zugeordnet werden können. Die grundlegenden Arten sind:
1. Mokume-hada (杢目肌): Ähnlich den Jahresringen an Bäumen. Diese Ähnlichkeit muss aber nicht ausschlaggebend für die Einteilung sein. Die meisten japanischen Klingen sind in diesem Typ gefertigt. Sie wird je nach Größe der Strukturen in die Klassen eingeordnet, die der Mokume-Einteilung entsprechen:
  1. Ō-mokume (大杢目肌), große Strukturen im Mokume-hada
  2. Chū-mokume (中杢目肌), mittlere Strukturen im Mokume-hada
  3. Ko-mokume (小杢目肌), kleine Strukturen im Mokume-hada.

Zusätzlich zu diesen Grundtypen gibt es noch Versionen, die mit dem Itame-hada oder dem Masame-hada vermischt sind oder die nach der Art des Ji-nie (地沸) bezeichnet werden (eine schwarze Linie im Ji = Chikei (zählt zu den Hataraki)).
2. Masame-hada (柾目肌): Ähnlich der Maserung eines Baums, der längs (masa) gesägt wurde. Die Fasern des Baums laufen weitgehend parallel, nicht immer ganz gerade, sondern mit leichten Kurven. Es gibt verschiedene Variationen dieses Typs, unter anderem das „reine“ Masame-hada, das typisch für die Hosho-Schule ist. Dieses Masame-hada läuft in die Maserung des Itame-hada und wird demzufolge als „laufendes Masame“ bezeichnet. Ein weiterer Typ ist das partielle Masame, bei dem man die Strukturen lokalisiert an einer oder wenigen Stellen der Klinge sehen kann, meist am Shinogiji oder entlang des Hamon.
3. Itame-hada (板目肌): Hat Ähnlichkeit mit ovalen Baumringen. Es hat aber nicht die Variabilität wie Wurzelholz, z. B. wie beim Mokume-hada, und auch nicht die regelmäßigen horizontalen Strukturen wie beim Masame-hada. Eine genaue Einteilung erfolgt wie beim Mokume-hada in große, mittlere und kleine Strukturen.
4. Ayasugi-hada (綾杉肌) auch Gassan-hada (月山肌): Hat ein Muster mit wellenförmigen Linien. Gewöhnlich sieht man das Ayasugi-hada auf Klingen der Gassan-Schule, und danach ist sie auch benannt: Gassan-hada.
5. Ko Nuka Hada Eine feine Struktur des Hada, die entfernt an Reiskleie erinnert. Häufig zu finden bei Schwertklingen der Provinz Hizen (Tadayoshi-Schule).
6. Muji-hada (無地肌): Schwer einzuteilen und zu identifizieren. Das Muji-hada hat meist keine erkennbare Struktur, eher ein homogenes Aussehen. Der Stahl hat durch häufige Faltung eine feine Struktur, die ohne Vergrößerung schwer zu erkennen ist, selbst nach einer ausgezeichneten Politur. Die Struktur kann durch neuere, verbesserte Politurtechniken dennoch sichtbar gemacht werden. Das Muji-hada kann als „scheinbar ohne Struktur“ verstanden werden.